# Gunther Tiersch
Gunther Tiersch (født 30. april 1954 i Ratzeburg) er en tysk tidligere roer og olympisk guldvinder.
Tiersch, der var styrmand, var blot 13 år, da han i 1967 sad med i otteren, der blev vesttysk mester og europamester dette år.
Vesttyskerne var blandt de store favoritter ved OL 1968 i Mexico City. De vandt da også deres indledende heat ganske sikkert, og i finalen var de igen hurtigst, da de vandt med næsten et sekund foran nummer to, Australien, og Sovjetunionen var yderligere godt et sekund efter på tredjepladsen. De vesttyske guldvindere var foruden Tiersch Horst Meyer, Dirk Schreyer, Wolfgang Hottenrott, Egbert Hirschfelder, Lutz Ulbricht, Jörg Siebert og Roland Böse (i finalen erstattet af Niko Ott). Tiersch blev dermed en af alletiders yngste tyske olympiske mestre. For guldmedaljen blev otteren udnævnt som årets vesttyske hold, og de bar OL-flaget ind ved åbningsceremonien ved OL 1972 i München.
Tiersch studerede senere meteorologi og var efterfølgende vejrmand hos tv-stationen ZDF, først som freelance-medarbejder, senere som fastansat. Fra 2004 var han chef for vejrmeldingsafdelingen på stationen.

## OL-medaljer
- 1968:  Guld i otter